# Pablo Iglesias Turrión
Pablo Manuel Iglesias Turrión (spanskt uttal: [paβlo iɣlesjas turjon]), född den 17 oktober 1978 i Madrid, är en spansk politiker, statsvetare och programledare som har varit generalsekreterare för vänsterpartiet Podemos sedan 2014.
Iglesias var tidigare lektor i statsvetenskap vid Universidad Complutense de Madrid. Han valdes först till Europaparlamentsvalet 2014 som den ledande kandidaten av det nybildade partiet Podemos, tillsammans med fyra andra medlemmar av hans parti. Han är värd för Internetprogrammen "La Tuerka" och "Fort Apache", och förekommer ofta i TV-program som handlar om spansk politik.
Pablo Iglesias, partiledare för vänsterpartiet Podemos  var i ledningen för den nybildade vänsterkoalitionen Unidos Podemos, bestående av 11 grupperingar i valet 2016.
I valet i april 2019 fick partiet 14,3 procent av rösterna. Partiledaren Pablo Iglesias citerades i BBC efter valnatten: ”Vi hade gärna sett ett bättre valresulat, men vi har ändå lyckats med två av målen i vår valkampanj. För det första har vi stoppat högern och extremhögern, och för det andra kommer vi att bilda en vänsterorienterad koalitionsregering.”
I januari 2020 bildade premiärminister Pedro Sànchez från PSOE en ny koalitionsregering med  Podemos. Spanien fick sin första koalitionsregering sedan återgången till demokrati på 1970-talet.
I maj 2021 avgick  Podemos grundare Pablo Iglesias efter  en klar högerseger i det regionala parlamentets val. i juni 2021  valdes socialministern Ione Belarra valdes  till ny generalsekreterare för Podemos. Hon efterträder därmed Pablo Iglesias, som  hade lämnat alla politiska uppdrag.